# Волкејно (Калифорнија)
Волкејно (енгл. Volcano) насељено је место без административног статуса у америчкој савезној држави Калифорнија.

## Демографија
По попису из 2010. године број становника је 115.
| Група             | 2000.    | 2010.       |
| Белци             | 0 (0,0%) | 103 (89,6%) |
| Афроамериканци    | 0 (0,0%) | 0 (0,0%)    |
| Азијати           | 0 (0,0%) | 2 (1,7%)    |
| Хиспаноамериканци | 0 (0,0%) | 7 (6,1%)    |
| Укупно            | 0        | 115         |